# Csikló
A csikló (clitoris) egy női nemi szerv.

## Etimológia
Magyar neve feltehetően a csikland (körülbelül: kényes, izgatóan érdekes) szóból ered, a csiklik igének a folyamatos melléknévi igenévi alakja.
A csikló nemzetközi megnevezése (clitoris) a görög, kulcsocska jelentésű κλειτορίδα (klitorida) szóból származik, lévén az anatómia hajnalán a testi szerelem kulcsának tartották.

## Felépítése

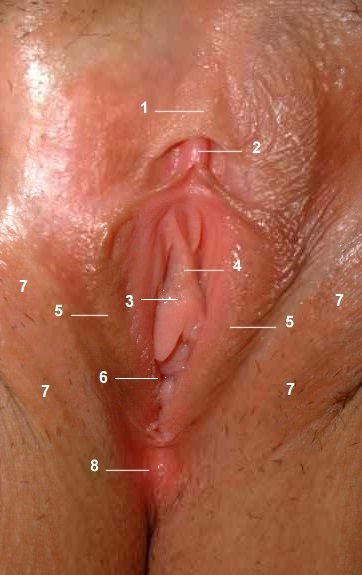
Női nemi szerv
1. a csikló fitymája; 2. a csikló makkja; 3. húgycső nyílása; 4. hüvelytornác; 5. kis szeméremajak; 6. hüvelybemenet; 7. (borotvált) nagy szeméremajak; 8. gát

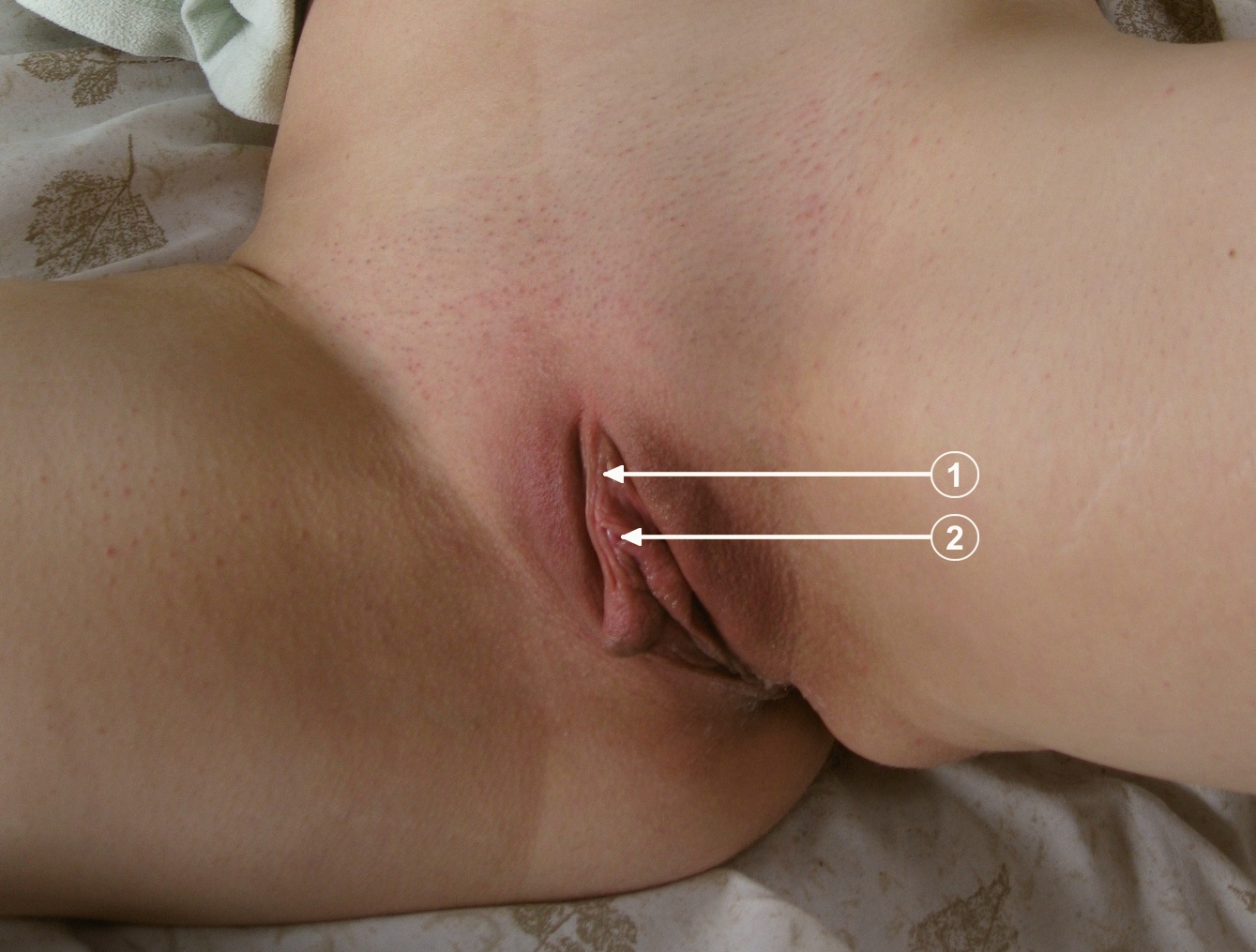
(1) a csikló fitymája
(2) a csikló makkja

Felépítése nagyon hasonlít a férfi hímvesszőjének anatómiai felépítéséhez és élettani működéséhez.
A csiklót az emberek többsége azonosítja a csikló makkjával, de ez tévedés. A csikló makkja egy viszonylag apró szerv a női nemi szerv felső részén (a jobb oldali ábrán 2-essel jelölve), ahol a kisajkak találkoznak. Ez azonban nem a teljes csikló, csupán a csikló makkja (glans clitoridis), amely a csikló egyetlen látható, ezért közismertebb része. Ugyanakkor a csikló nem csupán ebből a részből áll, hanem a makk folytatódik további szárakban, amelyek 8-12 cm hosszúságúak, és a péniszhez hasonlóan szivacsos és barlangos testekből állnak, ezáltal képesek az erekcióra.
A magzati fejlődés első 6 hetében a nemi szervek teljesen azonosan fejlődnek fiú és lány magzatok esetében is. Majd ezután a nemi hormonok aránya határozza meg, hogy férfi vagy női nemi szervekké fejlődnek tovább. A csikló és a pénisz különböző szervek, de sok hasonlóság van köztük, így a teljes méretük összességében hasonló és a szexuális ingerekre adott reakciójuk, az erekció képességük is nagyon nagy hasonlóságot mutat. A szexuális izgalom kiváltásában is azonos szerepük van, illetve azonos, hogy megfelelő stimuláció hatására létrejön az orgazmus.
Az ülőcsontról eredő (ischiocavernosus) és a hüvelybemenet mellől (bulbus vestibuli vaginae) eredő (bulbocavernosus) izmok barlangos testben (corpora cavernosa) végződnek és részt vesznek a csikló merevedésében. Az izmok által alkotott szárak (crus) a szeméremdomb előtt egyesülve alkotják a csikló nyelét, melyben a merevedő szövetet tartalmazó barlangos test képes vérrel telítődni, így a csikló merevedését előidézni. A testet (corpus) a gömb alakú makk (glans) zárja le.
A csikló a test szabad idegvégződésekkel (8 ezer) a legsűrűbben ellátott szerve, ezért a nők többségénél erotikusan a legérzékenyebb terület.

## A csikló merevedése
A csikló izmai képesek a csikló egyetlen visszerét (a hátul található vénát, amely a barlangos testekből szállítja a testbe vissza a vért) olyannyira összenyomni, hogy a merevedőszövet megteljen a folyadékkal, így a csikló és a hüvelybemenet két oldalán megbújó barlangos test merevvé váljon. Merevedés során a szerv mérete többszörösére növekedhet.

## Klitoridektómia
Tévesen nevezik női körülmetélésnek is. A főleg gyermekkorban végzett műtét során eltávolítják a csiklót. Az eltávolítást egyes kultúrákban az önkielégítés megakadályozása végett, máshol „esztétikai” okokból végzik. Európában a huszadik század elején volt utoljára szokás ilyen beavatkozást végezni. Durvább formájánál az egész kisajkat kimetszik. Az eljárás ma már inkább csak Afrika egyes országaiban létezik, ellene több emberjogi szervezet emelte fel szavát, közöttük az Amnesty International  is.

### Honlapok
- Hüvelybemenet, Csikló, Húgycső, Szűzhártya Archiválva 2005. szeptember 15-i dátummal a Wayback Machine-ben
- Afrikai népszokás, melynek során eltávolítják a nő külső nemi szerveit